# Кургановка (Пензенская область)
Кургановка — деревня в Каменском районе Пензенской области Российской Федерации, относится к Фёдоровскому сельсовету.

## География
Деревня расположена на левом берегу Атмиса примерно в 18 км к юго-востоку от Каменки и в 50 км к западу от Пензы. Вблизи села проходит автодорога Тамбов — Пенза.
На востоке граничит с деревней Александровка.

## История
Основана в середине XVIII века в верховьях Атмиса рядом с курганами, в составе Нижнеломовского уезда.
В 1795 — в селе 15 дворов крестьян, находившихся на оброке и плативших владельцу, князю Николаю Михайловичу Голицыну, по 3 рубля с ревизской души в год. Перед отменой крепостного права д. Кургановка показана за княгиней Варварой Васильевной Долгоруковой, у нее 167 ревизских душ крестьян, 47 дворов на 35 десятинах усадебной земли, поля и сенокосы.
В 1980-90-е годы был построен молочный комплекс на 1200 голов.
1991 год — совхоз преобразован в коллективное сельскохозяйственное предприятие «Кургановское».

## Население
| 1864 | 1911 | 1926 | 1930 | 1939 | 1959 | 1979 |
| ---- | ---- | ---- | ---- | ---- | ---- | ---- |
| 393  | ↗475 | ↗515 | ↗548 | ↘404 | ↘211 | ↗278 |
| 1989 | 1996 | 2002 | 2010 |      |      |      |
| ↗367 | ↗485 | ↘423 | ↗480 |      |      |      |

### Национальный состав
Согласно результатам переписи 2002 года, 97% населения деревни составляют русские

## Инфраструктура
В деревне есть средняя общеобразовательная школа, клуб, отделение почтовой связи, медпункт, три магазина.
Деревня электрифицирована, газифицирована, не имеет централизованного водоснабжения.